# Sędziejowice (przystanek kolejowy)
Sędziejowice – przystanek kolejki wąskotorowej w Sędziejowicach, w gminie Chmielnik, w województwie świętokrzyskim.